# Großes Fass des Heidelberger Schlosses

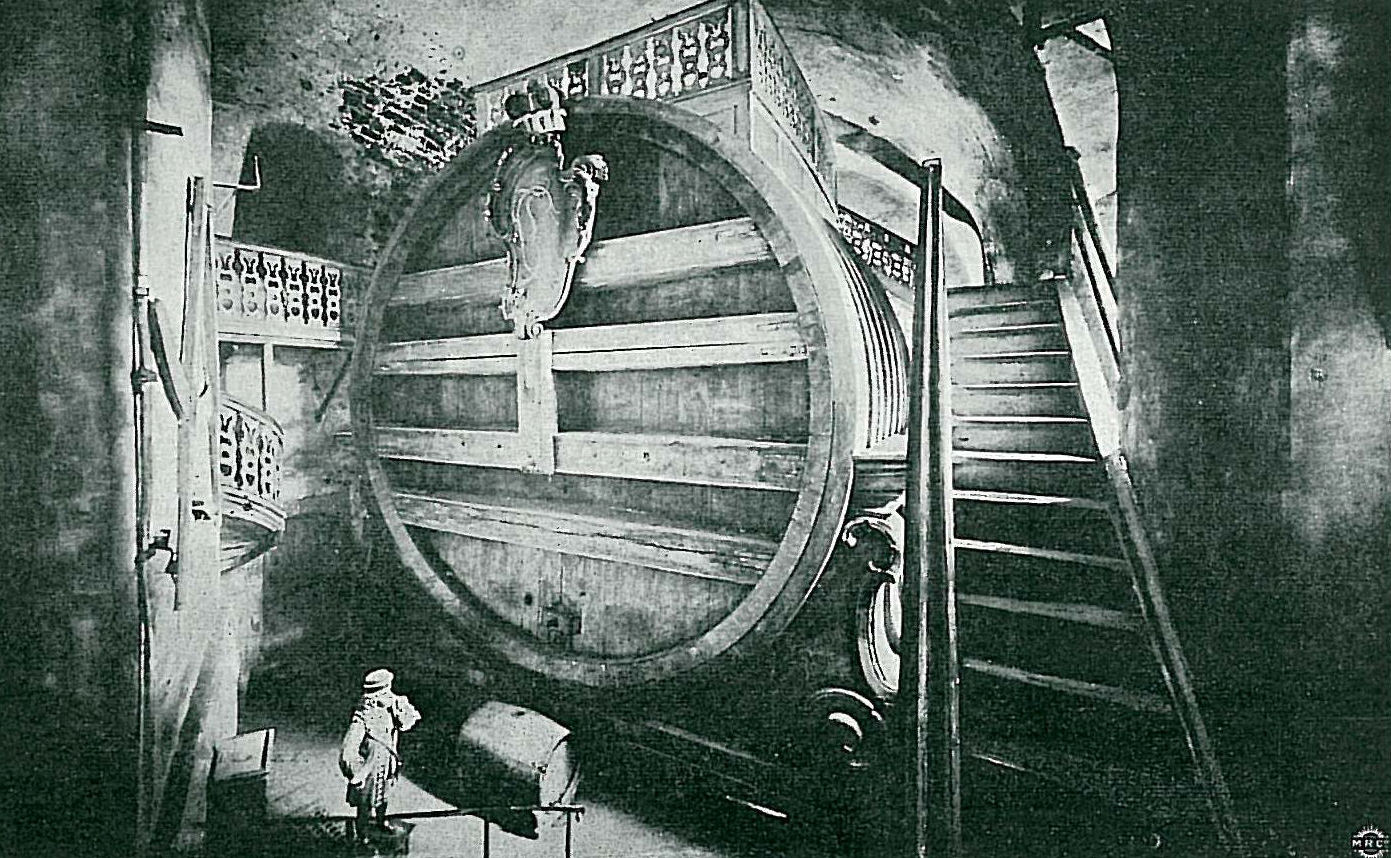
Das Große Fass, 1896

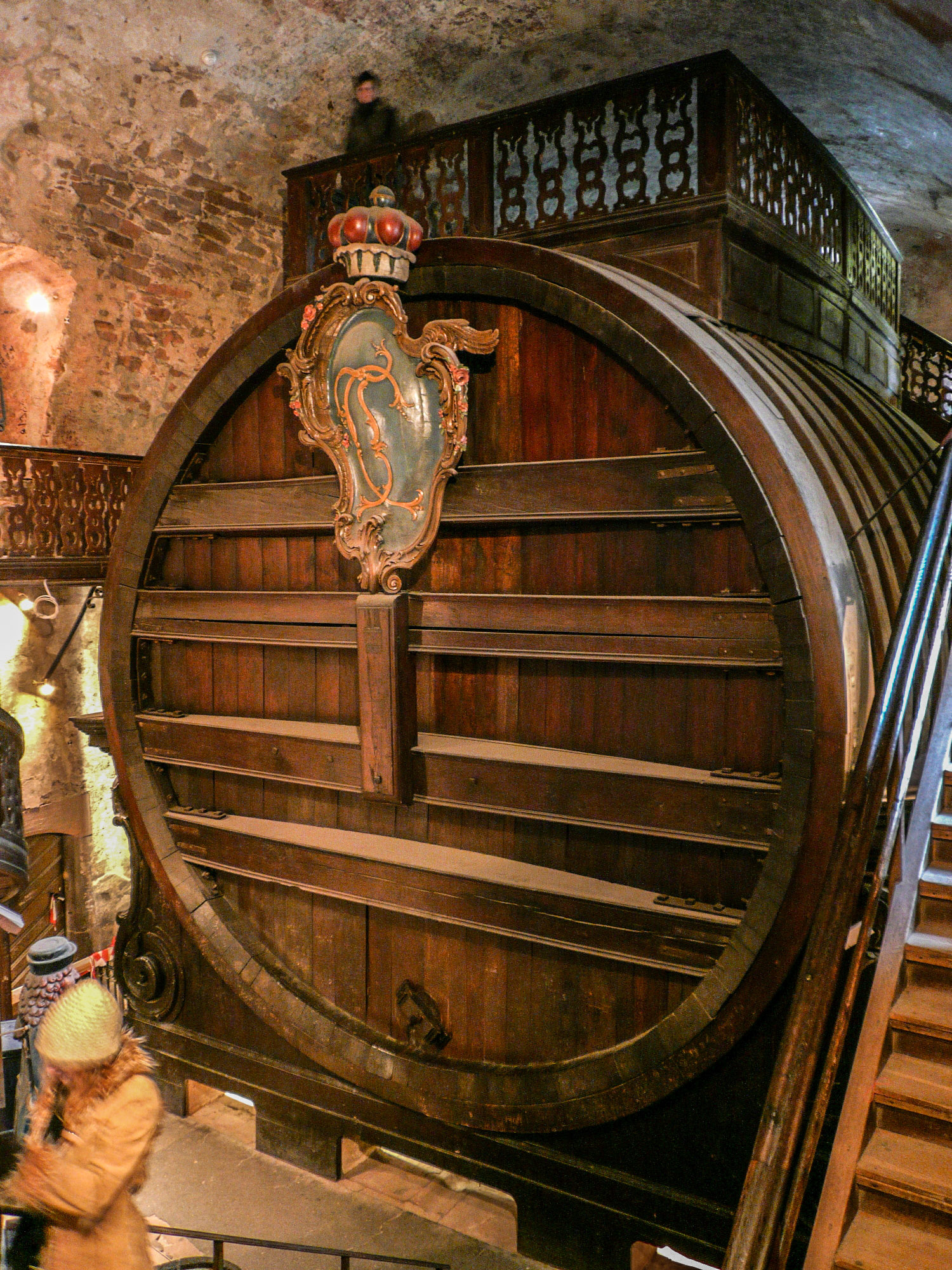
Das Große Fass heute

Das Große Fass im Heidelberger Schloss ist eine von etwa 500.000 Menschen jährlich besichtigte Touristenattraktion im Heidelberger Schloss. Das heutige Fass ist das in zeitlicher Abfolge vierte derartige Riesenfass.

## Die vier Großen Fässer im Heidelberger Schloss
1. Das Johann-Casimir-Fass 1591
2. Das Karl-Ludwig-Fass 1664
3. Das Karl-Philipp-Fass 1728
4. Das Karl-Theodor-Fass 1751

## Das erste Große Fass
Das erste Große Fass im Heidelberger Schloss (Johann-Casimir-Fass) wurde unter Johann Casimir vom Küfer Michael Werner aus Landau 1589 bis 1591 erbaut und hatte ein Fassungsvermögen von rund 127.000 Litern. Es wurde im Dreißigjährigen Krieg zerstört, sein Holz verfeuert.
Im Halberstädter Jagdschloss Spiegelsberge wird ein etwa drei Jahre nach der Fertigstellung des ersten Heidelberger Fasses vom selben Küfer, Michael Werner aus Landau, erbautes, etwa 10 % größeres Fass aufbewahrt, das Gröninger Fass genannt wird. Dieses Fass ist bis heute dort erhalten und kann als jüngerer Bruder des weltberühmten Heidelberger Fasses betrachtet werden.

Erstes Großes Fass im Schloss

Anton Praetorius, Pfarrer im Ort Dittelsheim und späterer Kämpfer gegen Hexenprozesse und Folter, unternahm 1594 eine Reise nach Heidelberg als Hochburg des reformierten Glaubens. Neben einer genauen Beschreibung der Ausmaße des Fasses pries er in seinem 1595 erschienenen Gedicht Vas Heidelbergense das Große Fass im Heidelberger Schloss als sichtbaren Beleg für die Überlegenheit des calvinistischen Glaubens.

Titelseite Fassgedicht 1595

Er widmete die Schrift dem reformierten Kurfürsten Friedrich IV., in dessen Amtszeit die Vollendung des ersten Großen Fasses fiel. Das weltweit einzige Exemplar des Gedichtes befindet sich in der Berliner Staatsbibliothek. Acht Seiten des erhaltenen Exemplars wurden gedruckt, die restlichen sieben Seiten sind handschriftlich überliefert. Die Buchstaben auf der Titelseite sind grafisch kunstvoll in Form eines großen Weinfasses angeordnet. Praetorius war der erste, der mit seinem Werk die Weltöffentlichkeit auf das Riesenfass der Neckarstadt aufmerksam machte und es auf den Weg zum Weltruhm brachte.
Auszug aus dem Gedicht:
Mehr staunt, wer selber das ganze Werk

Persönlich betrachtet; auch kann er

Für wahrhaft jederzeit gelten und Zeuge sein.

Viele kommen daher aus der Ferne

Zu guten Freunden, um dieses Fass

Sehen zu können, gleichwie ich selbst kürzlich tat.

Und fürwahr, dieses Werk ist bei Gott wert, dass man’s

Besichtigt, wenn sich eine passende Gelegenheit ergibt.

Solch ein Gefäß mit so großer Gabe des Weinstocks, glaub’ ich,

Gibt’s nicht, soweit der riesige Erdkreis reicht.

Vergeblich erreicht die Kunde vom Fass die ungläubigen Ohren.

Denn keiner vermag es zu glauben, wenn er’s nicht hat geschaut.

Hier leuchtet die Güte, hier die Majestät, hier die höchste Macht

Des ewigen Gottes überall heller.
(Übersetzung aus dem Lateinischen von Burghard Schmanck)

## Das zweite Große Fass
Kurfürst Karl Ludwig ließ 1664 unter Leitung des Heidelberger Kellermeisters Johannes Meyer ein neues Fass bauen, das 195.000 Liter fasste und einen Tanzboden erhielt.

### Planung und Bau
Bereits 1659 begannen die Planungen für ein neues Großes Fass, als sich der Hofkeller darüber beklagte, dass die angelieferten Weine nicht mehr untergebracht werden könnten. Aus diesem Grund wurde der Bau eines 150 Fuder fassenden Fasses in Erwägung gezogen. Eine Eingabe bei der Rechnungskammer ging von 715 Reichstalern Baukosten aus, allein 330 davon als Lohn für den Zimmermann. Zusätzliche Posten waren das Holz für die Dauben sowie Ausgaben für das Lager, auf dem das Fass stehen sollte, für Schlosserarbeiten und Werkzeuge. Die Rechnungskammer hatte im Wesentlichen nichts einzuwenden, bestand aber auf ein Volumen von 160 Fudern sowie einer strikten Obergrenze der Gesamtausgaben auf 750 Reichstalern.
Ein Problem war es, das nötige Bauholz für Dauben, Bodenplatten und Gerüst zu besorgen. Wegen der hohen Anforderungen an das Eichenholz für die Dauben, der starken Nutzung der Wälder für Viehmast oder Brenn- und Bauholzquelle und der teilweise komplizierten Besitzverhältnisse musste das Holz aus verschiedenen Gemeinden der Kurpfalz beschafft werden. Die Fällarbeiten und der Transport zum Schloss wurden als Fronarbeiten ausgeführt. Anschließend mussten die Dauben noch längere Zeit trocknen. Über den weiteren Bau bis 1663 ist nichts bekannt. Im Frühling 1663 wurde der Abriss des alten Fasses bewilligt. Im Oktober wurde das neue Fass ausgebrannt. Es fiel jedoch auf, dass noch zwei Bodenbretter fehlten. Da kein geeignetes trockenes Holz vorhanden war, wurde der Bauprozess dadurch noch weiter verzögert. Erst im April 1665 waren die Arbeiten am Fass selbst beendet, es folgten noch Arbeiten an der steinernen Unterlage und die Eichung. Im vier Tage dauernden Eichprozess unter Anwesenheit der beiden Heidelberger Bürgermeister, eines Vertreters der Rechenkammer und zweier Küfermeister als geschworene Fasseicher wurde die Füllkapazität auf 204 Fuder, 3 Ohm und 4 Viertel bestimmt. Sie überschritt das ursprünglich geforderte Volumen von 160 Fudern erheblich.

### Nutzung
Das Fass wurde erstmals 1664 gefüllt und diente zur Lagerung der Weinabgaben der pfälzischen Untertanen, die zuvor in lokalen Kellereien gesammelt wurden. Da der Wein auch zur Bezahlung lokaler Beamter genutzt wurde, war es schwierig, die genaue Menge des nach Heidelberg gelieferten Weins im Voraus abzuschätzen. Hinzu kamen Transportprobleme und ein Wasserschaden: der über dem Fasskeller liegende Altan war undicht. Im Jahr 1680 wurde einer der Fassböden löchrig. Der Wein musste aus dem Fass abgelassen und in kleinere Fässer verfüllt werden. Trotz Reparatur war das Fass auch im folgenden Jahr schadhaft und selbst 1682 war noch unklar, ob das Fass im Herbst gefüllt werden könnte. Im Jahr 1693 war es im Inneren ganz grün verfärbt, mit Weinstein besetzt und von Hefe befallen. Trotzdem hielten die Gutachter den Allgemeinzustand für gut genug, um eine Füllung zu empfehlen.
Die Schlossverwüstung in Folge des Pfälzischen Erbfolgekrieges 1693 überstand das Fass unbeschadet. Laut Friedrich Peter Wundt hatten die Franzosen zwar die Absicht, das Fass mit dem Keller in die Luft zu sprengen. Der Pfarrer Johann Daniel Schmidtmann, Feldprediger in einem in französischen Diensten stehenden Regiment, hatte jedoch erwirken können, dass auf neue Befehle aus Versailles bezüglich der Zerstörung des Fasses gewartet wurde. Der König habe schließlich der Bitte um Erhaltung des Fasses entsprochen.
Schon unmittelbar nach der Zerstörung des Schlosses forderte Kurfürst Johann Wilhelm Vorschläge zur weiteren Nutzung des Fasses. Allerdings verfiel es weiterhin und wurde erst in den Jahren 1698 bis 1704 repariert. Trotz dieser Reparaturen blieb das Fass meistens ungefüllt, spielte jedoch im höfischen Leben auch nach der Zerstörung des Schlosses und sogar nach dem anschließenden Verlegung der Residenz nach Mannheim eine wichtige Rolle. Die Hofgesellschaft veranstaltete Ausflüge, auf der Fläche über dem Fass seien häufig Gelage veranstaltet worden, auf denen auch „brav gesoffen“ worden sei.

## Das dritte Große Fass
Erst 1724 und 1727/28 wurde unter Kurfürst Karl Philipp eine Rundumerneuerung durchgeführt, die das dritte Fass zum Ergebnis hatte. Es fasste 202.000 Liter und war damit rund 7.000 Liter größer geworden. Doch das Fass wurde immer wieder undicht, so dass schon 1740 von der Hofkammer ein Neubau geplant wurde.

## Das vierte Große Fass
Das vierte Fass wurde 1751 unter Kurfürst Karl Theodor vollendet und hatte ein Fassungsvermögen von 221.726 Litern. Heute fasst es nach Eintrocknung des Holzes noch 219.000 Liter. Es wurde nur dreimal gefüllt, weil es nie dicht war. Als Attraktion für die Besucher des Schlosses blieb es jedoch erhalten. Es wurde durch ein großes Loch in der Decke aufgefüllt. Durch dieses Loch führte man einen Schlauch ins Fass darunter und pumpte den Wein so in das Fass, damit man nicht aufs Fass klettern musste.

## Perkeo – der Fasswächter

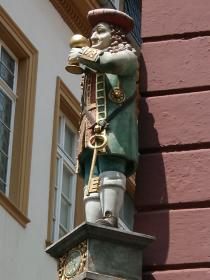
Statue von Perkeo

Auf das Große Fass schaut die Statue des Fasswächters Perkeo, Symbol des Weingenießens. Der Legende nach hatte der Kurfürst Karl Philipp einen nur rund einen Meter großen, aber 100 kg schweren Zwerg aus Tirol mitgebracht, ihn zum Hofnarren gemacht und ihn gefragt, ob er das Große Fass allein austrinken könne. Dieser soll, wie auf alles andere, auf Italienisch geantwortet haben: „Perché no?“ (warum nicht?). So kam er zu dem Namen Perkeo.

## Das Heidelberger Fass in der Literatur
Das Heidelberger Fass wird erwähnt
- in Thomas Coryates Reisebericht Coryat’s Crudities[9] (1611),
- in Theodor Fontanes Irrungen, Wirrungen,[10] „›Von nichts kommt nichts‹, sagt das Sprüchwort und hat auch ganz recht, und wenn ich all die Maibowlen auffüllen sollte, die hier schon getrunken sind, so müßt’ ich mir ein Heidelberger Faß anschaffen.“
- in Friedrich von Hagedorns Ode Das Heidelberger Faß (1744),[11]
- in Heinrich Heines Gedichten Die alten, bösen Lieder[12] und Diesseits und jenseits des Rheins,[13]
- in Karl Herloßsohns Trinklied Das Testament,[14]
- bei Wilhelm Busch in Die fromme Helene,[15]
- in Mark Twains A Tramp Abroad,[16]
- in Washington Irvings The Specter Bridegroom,[17]
- in Herman Melvilles Moby-Dick,[18]
- in Victor Hugos Die Elenden,[19]
- in Jules Vernes Fünf Wochen im Ballon[20] und
- in Mary Hazelton Blanchard Wades Bertha – Our Little German Cousin (1904).[21]